# 高階泰経
高階 泰経（たかしな の やすつね）は、平安時代末期から鎌倉時代初期にかけての公卿。若狭守・高階泰重の子。後白河法皇の側近（院近臣）。

## 経歴
仁平元年（1151年）に近衛天皇の六位蔵人に補せられる。久寿2年（1155年）検非違使・左衛門少尉を兼ね、同年7月に後白河天皇が践祚すると引き続き六位蔵人に任ぜられると、以後、後白河帝の側近となった。同年10月の即位礼に伴って従五位下に叙爵する。
翌久寿3年（1156年）河内守任ぜられると、保元3年（1158年）出羽守、応保元年（1161年）摂津守と受領を歴任、この間の保元2年（1157年）造宮賞により従五位上に叙せられている。永万元年（1165年）二条天皇が順仁親王（六条天皇）に譲位して崩御すると、翌永万2年（1166年）泰経は少納言として京官に復す。のち、仁安2年（1167年）正五位下、承安元年（1171年）従四位下、承安2年（1172年）従四位上、承安5年（1175年）正四位下と順調に昇進した。
その後も右京大夫・伊予守・大蔵卿を歴任する一方で、後白河院の近臣を務め、主に武家との折衝にあたる。法皇第一の近臣と評され（『玉葉』）、後白河院の寵愛ぶりとその権勢は丹後局（高階栄子）とも並び称された。しかし、治承・寿永の乱が起こる中で、政権の中枢にあったために失脚することも多く、治承3年（1179年）の平清盛による後白河院の鳥羽殿幽閉（治承三年の政変）で泰経は解官され、治承5年（1181年）復任する。寿永2年（1183年）2月に従三位に叙せられて公卿に昇るが、同年11月の木曾義仲による再度の後白河院幽閉（法住寺合戦）によって再び解官され、翌元暦元年（1184年）義仲が敗死すると泰経は復帰。さらに、文治元年（1185年）には源義経・行家の謀叛に際して、後白河院への取り次ぎを務めていたことから、源頼朝から謀叛への関与を疑われて子息の高階経仲とともに解官の憂き目に遭い、伊豆国への流罪となった。
文治5年（1189年）に再出仕が許され、建久2年（1191年）正三位に至る。建久8年（1197年）に出家し、建仁元年（1201年）11月23日に薨去。享年72。

## 日本一の大天狗？
源頼朝が泰経に宛てた書状の中で「日本第一の大天狗は余人の事に非ず候か」との表現があり、従来これは頼朝が後白河院を批判した語句であるとして、後白河院を形容する際に用いられることが多かった。しかし近年、この「日本一の大天狗」との表現は後白河院ではなく、泰経を指した文句ではないかとする説が浮上した。この日本第一の大天狗という表現は『玉葉』文治元年11月26日条、『吾妻鏡』文治元年11月15日条の頼朝の高階泰経宛て書状の文面に見られる。河内祥輔・遠城悦子らは、この書状が院宣ではなく泰経の私信に対する返書であることを理由に大天狗＝泰経説を唱え、五味文彦・保立道久らも賛同した。
しかし院の意向を知らせる他の書状も泰経私信の形式を取っていること、書状を届けた使者が泰経私邸ではなく院御所を訪ねていること、泰経個人への単なる私信にしては言葉遣いが丁寧すぎること、書状の内容をよく読むと頼朝の反論の論理構成から泰経を「日本国第一の大天狗」と呼んでいるとは解釈できないことなどから、やはりこの表現は泰経個人ではなく後白河を評したものであろうという反論が川合康などから出ている。
なお永井路子は、「大天狗」とは頼朝に対する院側の評語「天魔の所為」に対する頼朝側の対抗的な揶揄であろうとし、橋本義彦は成り上がりの近臣・泰経を「日本国第一の大天狗」とするのは買いかぶりであるとし、その点からも大天狗＝後白河説の方が自然とする。
また菱沼一憲は「大天狗」を行家・義経とみなす説を提唱した。これについても後白河の弁明は「行家・義経の謀反は、人間（この世のもの）には責任がない」というものだから成り立たないとの批判がある。

## 官歴
注記のないものは『公卿補任』による。
- 時期不詳：文章生
- 久安6年（1150年） 2月27日：非蔵人
- 仁平元年（1151年） 9月28日：六位蔵人
- 仁平3年（1153年） 3月28日：大膳亮（蔵人文章生）
- 久寿2年（1155年） 正月28日：左衛門少尉（蔵人、元大膳亮）。2月28日：使宣旨（剰闕）。7月27日：新帝（後白河天皇）六位蔵人。10月23日：従五位下（御即位、蔵人）
- 久寿3年（1156年） 正月27日：河内守（蔵人）
- 保元2年（1157年） 3月26日：兼左馬権助。10月22日：従五位上（造宮賞、西面廊七間）。日付不詳：辞左馬権助
- 保元3年（1158年） 5月6日：出羽守（元河内守）
- 応保元年（1161年） 9月13日：摂津守（元出羽守）
- 永万2年（1166年） 4月28日：少納言（元前摂津守）
- 仁安2年（1167年） 4月28日：正五位下（朝覲行幸、院御給）
- 承安元年（1171年） 12月28日：従四位下（元少納言）
- 承安2年（1172年） 正月22日：従四位上
- 承安5年（1175年） 4月7日：正四位下（院永万2年御給）
- 安元元年（1175年） 12月8日：右京大夫（前少納言）
- 安元2年（1176年） 12月5日：伊予守、兼右京大夫
- 治承2年（1178年） 11月24日：大蔵卿。11月28日：賜右京大夫伊予守兼字
- 治承3年（1179年） 11月17日：解却右京大夫大蔵卿伊予守（治承三年の政変）
- 治承5年（1181年） 5月26日：更任（伊予守・右京大夫還任）
- 養和2年（1182年） 3月：大蔵卿（前伊予守）
- 寿永元年（1182年） 8月11日：兼皇后宮亮
- 寿永2年（1183年） 2月21日：従三位（行幸院賞、別当）、元皇后宮亮、大蔵卿如元。11月28日：解官（法住寺合戦）
- 元暦元年（1184年） 3月27日：還任大蔵卿
- 文治元年（1185年） 正月20日：兼備後権守。12月27日：解官。12月29日：配流伊豆国、然而未下向
- 文治5年（1189年） 8月7日：聴出仕[6]
- 建久2年（1191年） 12月13日：正三位（臨時、光雅卿依賞叙正三位、優超越叙之）
- 建久8年（1197年） 9月6日：出家
- 建仁元年（1201年） 11月23日：薨去[6]

## 系譜
- 父：高階泰重
- 母：藤原宗兼の娘
- 妻：藤原行広の娘
  - 長男：高階経仲（1157-1226）
- 生母不明の子女
  - 男子：高階隆仲
  - 男子：承信
  - 女子：五辻家経室
  - 女子：藤原隆房室
  - 女子：藤原保家室[7]
  - 女子：源顕兼室

## 関連作品
映画
- 『源九郎義経』（1962年、東映、演：菅貫太郎）

テレビドラマ
- 『草燃える』（1979年、NHK大河ドラマ、演：伊藤正博、柳生博）